# Jimmy Glass
James Robert "Jimmy" Glass (Epsom, 1 de agosto de 1973) é um ex-futebolista britânico que atuava como goleiro.
É mais lembrado por ter feito o gol que evitou o rebaixamento do Carlisle United para a quinta divisão inglesa em 1999, com um gol no último lance do jogo contra o Plymouth Argyle.

## Carreira
Após defender o Chelsea nas categorias de base, Glass iniciou a carreira profissional em 1989, quando foi integrado ao time principal do Crystal Palace, onde permaneceu até 1996 - durante o período, foi emprestado a Dulwich Hamlet, Portsmouth, Gillingham e Burnley (nos dois últimos, não jogou).
Sem ter disputado nenhuma partida oficial pelo Palace, o goleiro assinou com o Bournemouth, clube onde atuou por mais tempo (95 partidas), chegando a fazer um gol na derrota dos Cherries por 2 a 1 para o Grimsby Town na decisão da Football League Trophy em 1998, deixando a equipe no mesmo ano para defender o Swindon Town, onde jogou poucas vezes (11 partidas) e foi emprestado ao Carlisle United.

## O gol que evitou o rebaixamento do Carlisle United
Enfrentando uma crise com seus goleiros (Tony Caig fora vendido ao Blackpool e Richard Knight teve seu empréstimo cancelado devido a uma lesão), o Carlisle United contratou Glass para repor as ausências na posição, tendo disputado apenas 3 jogos na quarta divisão inglesa.
Na última rodada, os Cumbrians enfrentariam o Plymouth Argyle (que não disputava mais nada na competição) e precisavam apenas vencer para evitar o rebaixamento à quinta divisão (que possui status semiprofissional) e torcer para que o Scarborough não vencesse o também desinteressado Peterborough United. Faltando apenas 10 segundos para o final do jogo, o Carlisle tinha um escanteio a seu favor; após o goleiro do Plymouth desviar o cabeceio de Steve Dobie, Glass chutou com precisão ao gol dos Pilgrims, comemorando a permanência do Carlisle na Football League - antes do gol, o jogo entre Scarborough e Peterborough United havia terminado em 1 a 1.

## Final de carreira
Com o final de seu empréstimo ao Carlisle, que não exerceu a compra definitiva, Glass defendeu ainda Cambridge United, Brentford, Oxford United, Crawley Town, Brockenhurst, Kingstonian e Lewes (os 4 últimos, todos em 2001) antes de se aposentar em 2001 para trabalhar como taxista.
Voltaria aos gramados em 2004, disputando 3 partidas pelo Weymouth, encerrando definitivamente sua carreira aos 30 anos. Em 2013, a camisa usada pelo goleiro foi exposta no Museu Nacional do Futebol, em Manchester, e Glass doou também as chuteiras utilizadas na partida contra o Plymouth Argyle. Ele também lançou uma autobiografia intitulada "One Hit Wonder".

## Campanhas de destaque
Bournemouth
- Football League Trophy: vice-campeão (1997–98)

Kingstonian
- Conference League Cup: vice-campeão (2000–01)

## Links
- Estatísticas da carreira no Soccerbase